# TAMTAM (音楽ユニット)
TAMTAM（タムタム）はMariとTakaが結成した日本の音楽ユニット。

## メンバー
- Mari（マリ）ボーカル、パーカッション担当
- Taka（タカ）ギター担当

## 経歴
『七福神』解散後、リーダーバンド『TAMTAMタントリカ』を結成したMariとTakaがテレビ番組出演やライブなどをきっかけに出会い結成された。
レコード会社に売り込み中「友達でいいから」がビクターエンタテインメントのディレクターの目にとまり高橋由美子に提供された。その後、シックスティレコードよりファーストシングル「友達でいいから」を発売した。

## ディスコグラフィー

### シングル
- 友達でいいから（1994年3月2日、SXDR-117）
- 恋人じゃない（1994年6月1日、SXDR-119）
- 君に言えなくて（1994年11月2日、SXDR-201）
- もう一度逢いたくて（1996年5月22日、FHDF-1553）
- 太陽になりたい（1996年9月21日、FHDF-1583）

### アルバム
- とわとわ（1994年6月1日、SXCR-610）
- 傷ついてなんかいられない（1998年9月19日、COCP-30085）
- Dear Angel（2000年12月2日、ireie-001）
- 傷ついてなんかいられない（オンデマンドCD）(2009年7月21日、CORR-10337)

## タイアップ一覧
| 年     | 曲名               | タイアップ                                                                                   |
| ------ | ------------------ | -------------------------------------------------------------------------------------------- |
| 1994年 | 恋人じゃない       | テレビ朝日『超天然銀座』エンディングテーマ                                                   |
| 1994年 | 君に言えなくて     | テレビ東京系『浅草橋ヤング洋品店』オープニングテーマ                                         |
| 1996年 | もう一度逢いたくて | 読売テレビ・日本テレビ系「TVじゃん!!」枠内『紳助のサルでもわかるニュース』エンディングテーマ |
| 1996年 | 太陽になりたい     | ハウス食品「完熟トマトのハヤシライスソース」CMソング                                         |

## レギュラー番組

### テレビ
- モービルライブ（1994年4月 - 1995年3月、WOWOW）
- MUSIC PARTY（1998年10月 - 1999年9月、西静ケーブルテレビ）

### ラジオ
- Midnight Kiss（1994年4月 - 1995年3月、Kiss-FM KOBE）
- エナジーカッツ（1994年10月 - 1995年3月、ベイエフエム）
- ナチュラルハウス（1995年6月 - 1995年10月、Kiss-FM KOBE）
- Wake up town（1995年10月 - 1997年4月、エフエムナックファイブ）
- TAMTAM（1994年4月 - 1997年3月、CBCラジオ）